# 蒙古劍龍屬
蒙古剑龙（属名 : [Mongolostegus] 错误：{{Lang}}：文本有斜体标记（帮助））是蒙古早白垩世（阿普第阶～阿尔布阶）Dzunbain组发现的一属剑龙科，模式种是期望蒙古剑龙（M. exspectabilis），所知于正模标本，之前被命名为无效的蒙古乌尔禾龙（Wuerhosaurus mongoliensis）。

## 研究历史
蒙古剑龙是由Alifanov等人于2005年和2012年首次报导，并将其描述为一种未知的剑龙。该物种所知于后背、前尾椎骨以及部分骨盆化石。罗曼·乌兰斯基（2014年）将其非正式命名为“蒙古乌尔禾龙”，但是彼得·加尔冬和肯尼思·卡彭特（2016年）宣布该命名无效。2019年，Tumanova和Alifanov正式将其命名为蒙古剑龙。